# Klintehamn
Klintehamn ist ein Ort (tätort) auf der schwedischen Insel Gotland in der Provinz Gotlands län und der historischen Provinz Gotland.
Der Ort in der Gemeinde Gotland liegt an der Westküste der Insel, etwa 32 km südlich von Visby.
Der alte Hafenplatz ist dem ehemaligen Piratennest der Vitalienbrüder benachbart. Er erlebte seinen Aufschwung zum wichtigsten Hafen der Insel erst am Ende des 18. Jahrhunderts, als er die Verbindungen nach Öland (Gaxa/Böda) und zum Festland herstellte und die Händler Georg Matthias und Jacob Niclas Donner sich hier niederließen und eine Reederei und eine Werft errichteten.
Warfsholm ist jeden Sommer Veranstaltungsort des Festivals „Music by the Sea“.

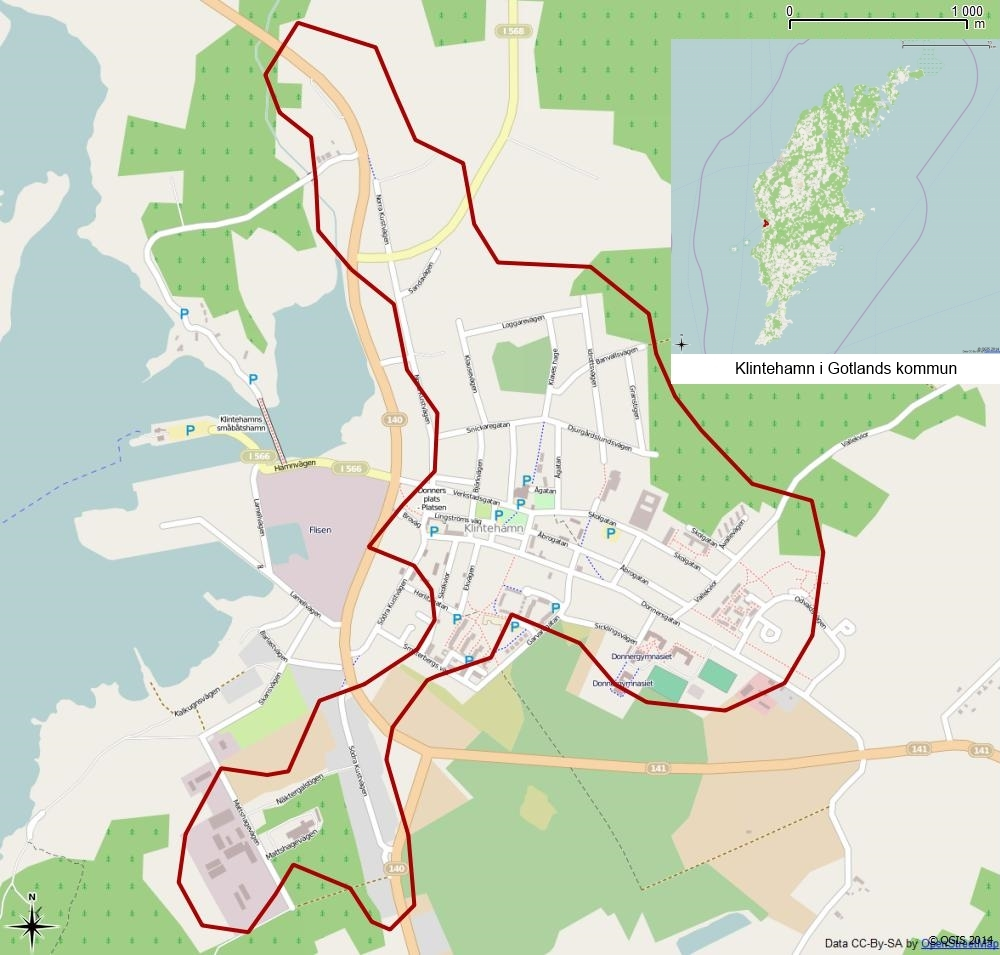
Klintehamn

## In der Nähe

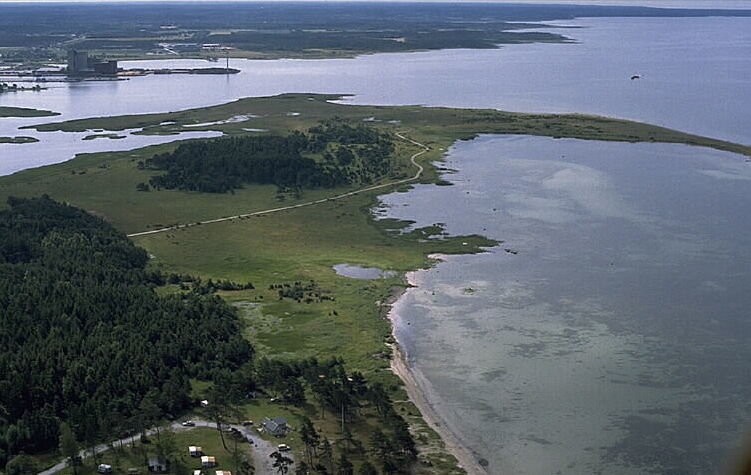
Vivesholm

In der Nähe des Ortes befinden sich auf der Landzunge Vivesholm die Überreste der Burg Klinteholm, die auch Landskrone genannt wurde. Sie wurde von Albrecht von Mecklenburgs Sohn Erich 1394 errichtet und bereits 1398 bei der Vertreibung der Vitalienbrüder durch den Deutschen Orden wieder zerstört. Nördlich von Klintehamn liegen die Fischerstelle von Kovik mit einem Fischereimuseum sowie die vier in einer Reihe liegenden bronzezeitlichen Schiffssetzungen bei Rannarve.

## Persönlichkeiten
- Hellmuth Wöhler (* 1820 in Gingst; † 1899 in Sterzing), von 1853 bis 1876 Gutsherr auf Klinteby
- Martin Bodin (* 29. September 1903 in Klintehamn; † 7. Oktober 1976 in Sollentuna) war ein schwedischer Kameramann.